# Art of Dying (музичний колектив)
Art of Dying (укр. мистецтво помирати) — музичний колектив із Канади, заснований у 2004 році. Основний напрямок — альтернативний рок, крім цього в їх творчості присутні хард-рок і пост-грандж композиції.

## Історія
Гурт був утворений у 2004 році вокалістом Джонні Гетерінґтон і гітаристом Грегом Бредлі.
1 грудня 2009 року, було оголошено, що група підписала контракт з лейблом Intoxication / Reprise Records, заснований Девідом Дрейманом і Деном Донеганом з Disturbed. Альбом продюсував Говард Бенсон і був зміксований Крісом Лорд-Елгом. Vices and Virtues вийшов 22 березня 2011 року.
Art Of Dying гастролювали майже безперервно на підтримку альбому. На додаток до хедлайнерів і со-хедлайнерів клубних шоу, група була відзначена на декількох з найбільших фестивалів хард-року і важкого металу в країні. Вони були на 1-му і 2-му щорічному Avalanche Tours в 2011 і 2012 роках, хедлайнерами Stone Sour і Shinedown, відповідно. Вони також виступали на Rockstar's 2011 Uproar Festival, хедлайнерами Avenged Sevenfold. Група виступила на Rock on The Range, Carolina Rebellion, і на 48 Hours Fest в 2011 році.
24 квітня 2012 року вийшов повний акустичний альбом Let the Fire Burn.
Наприкінці 2012 року Art Of Dying розпочали запис нового альбому.

## Склад

### Теперішні учасники
- Jonny Hetherington
- Jeff Brown
- Cale Gontier
- Tavis Stanley

### Колишні учасники
- Chris Witoski
- Matt Rhode
- Flavio Cirillo
- Greg Bradley

## Дискографія
- 2007 — Art of Dying
- 2011 — Vices and Virtues
- 2012 — Let the Fire Burn (Acoustical Compilation)
- 2015 — Rise Up